# Rebecca Neuenswander
Rebecca Neuenswander, bürgerlich Rebecca Welsh (* in Jefferson City, Missouri) ist eine US-amerikanische Filmschauspielerin, Kampfsportlerin und ein Model.
Neuenswander spielte während ihrer High-School-Zeit einige Rollen am Schultheater. Als Model arbeitete sie unter anderem für Nokia, Coca-Cola und Lee. Im Jahr 2000 gewann sie die Weltmeisterschaft im Taekwondo. In ihrer Kampfsportkarriere brachte sie es auf 17 Siege und 29 Niederlagen.
Erste Filmerfahrungen sammelte sie im Independentfilm Diaspora. Ihr aktueller Film ist Fight Night (Originaltitel: Rigged).